# Akha jezik
Akha jezik (ahka, aini, ak’a, aka, ekaw, ikaw, ikor, kaw, kha ko, khako, khao kha ko, ko, yani; ISO 639-3: ahk), ngwi jezik uže podskupine južni ngwi, kojim se služe pripadnici etničke grupe Akha. 
Preko 560 000 tisuća, od čega 200 000 u Burmi (Bradley 2007) u državi Shan; 240 000 u Kini (Bradley 2007) u provinciji Yunnan; 66 100 (Bradley 2007) u Laosu u provincijama Luang Namtha i Phongsali; 56 600 (Bradley 2007) u Tajlandu, u 250 sela u provincijama Chiangmai, Chiangrai i Maehongson; i 1 260 u Vijetnamu (1995 Institute for Southeast Asian Studies, Hanoi) u provincijama Quang Binh i Quang Tri. 
U Burmi se govore dijalekti ako i asong.

## Vanjske poveznice
- Ethnologue (14th)
- Ethnologue (15th)